# Janków (Psary)
Janków – część wsi Psary w Polsce położona w województwie łódzkim, w powiecie opoczyńskim, w gminie Sławno. 
Do 1954 roku w gminie Janków, która według stanu z dnia 1 lipca 1952 roku gmina składała się z 18 gromad: Dąbrowa, Grążowice, Grudzeń, Józefów, Kamilówka, Kozenin, Olszowiec, Owadów, Popławy, Popławy kol., Prymusowa Wola, Psary, Radonia, Sławno, Sławno Kościelne, Wygnanów, Zachorzów i Zachorzów kolonia. Mimo że gmina Janków wzięła nazwę od Jankowa (lokacja siedziby), Janków nie stanowił odrębnej jednostki administracyjnej, będąc częścią Psar.
W latach 1975–1998 miejscowość należała administracyjnie do województwa piotrkowskiego.
Wierni Kościoła rzymskokatolickiego należą do parafii  Przemienienia Pańskiego w Wielkiej Woli.